# Miloš Rybář (bančnik)
Miloš Rybář, slovenski ekonomist, bančni inšpektor in društveni delaveci * 21. december 1896 Trst, Avstro-Ogrska, † 14. julij 1971, Ljubljana, Jugoslavija.

## Življenje in delo
Rodil se je v Trstu v družini odvetnika in politika Otokarja in gospodinje Terezine Rybář rojene Kastelic. V rojstnem kraju je obiskoval ljudsko šolo in nemško gimnazijo, a bil pred koncem šolanja zaradi protiavstrijskega delovanja izključen iz vseh srednjih šol v državi. Oče je kot znan odvetnik in poslanec dosegel, da je vendarle maturiral, toda po maturi je moral zapustiti Trst. Leta 1915 je bil v Ljubljani mobiliziran v avstrijsko vojsko. Služil je pri 17. pehotnem polku, s katerim je maja 1916 sodeloval v veliki ofenzivi na Tirolskem. Na tirolski fronti je bil ranjen in se je moral dolgo časa zdraviti. Novembra 1918 se je kot poročnik pridružil generalu Maistru v borbi za severno mejo, bil nekaj časa pribočnik generala Smiljanića in bil ujet. Stražil ga je njegov nekdanji častniški sluga iz 17. pehotnega polka, ki mu je tudi omogočil pobeg.
Očetova družina se je ta čas iz Trsta že preselila na Bled in kasneje v Ljubljano. Po  Rapalski pogodbi je vsa družina optirala za  Kraljevino Srbov, Hrvatov in Slovencev. Po demobilizaciji je na Dunaju študiral na Visoki šoli za mednarodno trgovino. Diplomiral je leta 1922 in se naslednje leto v Ljubljani zaposlil pri Narodni banki in v tej službi ostal do upokojitve 1959. Leta 1926 se je poročil z Andrejo Elsbacher, hčerko veletrgovca Konrada Elsbacherja (1870—1943) iz Laškega. Leta 1936 je bil premeščen v Maribor za pomočnika direktorja podružnice Narodne banke. Napad skupine držav na Kraljevino Jugoslavijo je dočakal kot rezervni kapetan I. razreda Vojske Kraljevine Jugoslavije v Osijeku, ujetništvu pa se je izognil tako, da se je preoblekel v civilno obleko, se umaknil v Ljubljano, vendar že po nekaj tednih, preden so ga italijanske oblasti uspele aretirati odšel k sestrama v Beograd. Tu se je zaposlil pri Narodni banki, tam postal bančni inšpektor in od 1944 šef inšpektorata. Leta 1947 se je vrnil k Narodni banki v Ljubljano, bil 1952 pol leta direktor podružnice Narodne banke v Piranu, potem pa do upokojitve bančni inšpektor.  
V času vojaškega službovanja pri 17. pehotnem polku v Judenburgu se je družil s pisateljem Cankarjem, kadetom Milavcem in podčastnikom Avguštinom Arselinom, ki ju Cankar opisuje v nekaterih črticah v zbirki Podobe iz sanj. Rybář je bil že med študijem na Dunaju član akademskega društva Triglav, bil nekaj časa tudi njegov predsednik, ter tudi po diplomi ostal v starešinstvu Triglava pri Zvezi naprednih akademskih starešin. V Ljubljani se je včlanil v Športni klub Primorje in se do poroke aktivno ukvarjal s športom. V letih 1926−1936 je bil funkcionar, od 1928-1932 podpredsednik centralnega odbora, od 1933 pa član nadzornega odbora ŠK Primorje, v katerega so bili včlanjeni begunci s Primorske. V Ljubljani je bilo tiste čase veliko rivalstvo med prvim slovenskim nogometnim klubom Ilirijo in ŠK Primorje. Da bi ta trenja med kluboma ublažili so leta 1930 za predsednika ljubljanske nogometne podzveze, ki je obsegala vso dravsko banovino z okoli 50 klubi ( Nogometna zveza za vso Jugoslavijo je bila v Zagrebu) izbrali Miloša Rybářa. Predsedstvo nogometne podzveze je vodil do leta 1934 in si v tem času močno prizadeval, da bi zgladil nesoglasja v slovenskem nogometu. Po prihodu v Maribor je bil kot predstavnik bančništva sprejet Rotary klub. V Beogradu pa je po odhodu nemških čet deloval v slovenskem društvu »France Rozman«. Po vrnitvi v Ljubljano pa ni bil več aktiven v društvenem delovanju, razen v združenju (Maistrovih) Borcev za severno mejo. Pokopan je v grobu družine Elsbacher v Laškem    